# ناحیه میسیونس
ناحیه میسیونس (به اسپانیایی: Misiones Department) یک ناحیه در پاراگوئه است که در پاراگوئه واقع شده‌است.

## خصوصیات
ناحیه میسیونس ۹٬۵۵۶ کیلومترمربع مساحت و ۱۱۳٬۶۴۴ نفر جمعیت دارد.